# (4424) Arkhipova
(4424) Arkhipova es un asteroide perteneciente al cinturón de asteroides, descubierto el 16 de febrero de 1967 por Tamara Mijáilovna Smirnova desde el Observatorio Astrofísico de Crimea (República de Crimea).

## Designación y nombre
Designado provisionalmente como 1967 DB. Fue nombrado Arkhipova en honor a la cantante de ópera soviético rusa Irina Arjípova.